# Grande Prêmio da Comunidade Valenciana de 2012 (MotoGP)
O Grande Prêmio da MotoGP da Comunidade Valenciana de 2012 ocorreu em 11 de novembro.

## Resultados

### Classificação MotoGP
| Pos | Piloto             | Equipe                    | Moto       | Tempo     | Pontos |
| --- | ------------------ | ------------------------- | ---------- | --------- | ------ |
| 1   | Dani Pedrosa       | Repsol Honda Team         | Honda      | 48'23.819 | 25     |
| 2   | Katsuyuki Nakasuga | Yamaha Factory Racing     | Yamaha     | +37.661   | 20     |
| 3   | Casey Stoner       | Repsol Honda Team         | Honda      | +1'00.633 | 16     |
| 4   | Alvaro Bautista    | San Carlo Honda Gresini   | Honda      | +1'02.811 | 13     |
| 5   | Michele Pirro      | San Carlo Honda Gresini   | FTR        | +1'26.608 | 11     |
| 6   | Andrea Dovizioso   | Monster Yamaha Tech 3     | Yamaha     | +1'30.423 | 10     |
| 7   | Karel Abraham      | Cardion AB Motoracing     | Ducati     | +1'31.789 | 9      |
| 8   | Danilo Petrucci    | Came IodaRacing Project   | Ioda-Suter | 1 volta   | 8      |
| 9   | james Ellison      | Paul Bird Motorsport      | ART        | 1 volta   | 7      |
| 10  | Valentino Rossi    | Ducati Team               | Ducati     | 1 volta   | 6      |
| 11  | Aleix Espargaro    | Power Electronics Aspar   | ART        | 1 volta   | 5      |
| 12  | Randy De Puniet    | Power Electronics Aspar   | ART        | 2 voltas  | 4      |
| 13  | Hiroshi Aoyama     | Avintia Blusens           | BQR        | 2 voltas  | 3      |
| 14  | Colin Edwards      | NGM Mobile Forward Racing | Suter      | 3 voltas  | 2      |

### Classificação Moto2
| Pos | Piloto               | Equipe                       | Moto     | Tempo     | Pontos |
| --- | -------------------- | ---------------------------- | -------- | --------- | ------ |
| 1   | Marc Marquez         | Team Catalunya Caixa Repsol  | Suter    | 48'50.706 | 25     |
| 2   | Julian Simon         | Blusens Avintia              | Suter    | +1.256    | 20     |
| 3   | Nicolas Terol        | Mapfre Aspar Team Moto2      | Suter    | +11.372   | 16     |
| 4   | Thomas Luthi         | Interwetten-Paddock          | Suter    | +13.006   | 13     |
| 5   | Dominique Aegerter   | Technomag-CIP                | Suter    | +13.825   | 11     |
| 6   | Jordi Torres         | Mapfre Aspar Team Moto2      | Suter    | +27.911   | 10     |
| 7   | Mika Kallio          | Marc VDS Racing Team         | Kalex    | +36.338   | 9      |
| 8   | Pol Espargaro        | Pons 40 HP Tuenti            | Kalex    | +38.335   | 8      |
| 9   | Toni Elias           | Italtrans Racing Team        | Kalex    | +39.419   | 7      |
| 10  | Esteve Rabat         | Pons 40 HP Tuenti            | Kalex    | +39.476   | 6      |
| 11  | Andrea Iannone       | Speed Master                 | Speed Up | +40.207   | 5      |
| 12  | Gino Rea             | Federal Oil Gresini Moto2    | Suter    | +41.197   | 4      |
| 13  | Dani Rivas           | TSR Galicia School           | Kalex    | +41.768   | 3      |
| 14  | Yuki Takahashi       | NGM Mobile Forward Racing    | FTR      | +41.943   | 2      |
| 15  | Ricard Cardus        | Arguiñano Racing Team        | AJR      | +42.303   | 1      |
| 16  | Bradley Smith        | Tech 3 Racing                | Tech 3   | +43.064   | 0      |
| 17  | Simone Corsi         | Came IodaRacing Project      | FTR      | +49.970   | 0      |
| 18  | Tomoyoshi Koyama     | Technomag-CIP                | Suter    | +51.639   | 0      |
| 19  | Randy Krummenacher   | GP Team Switzerland          | Kalex    | +53.198   | 0      |
| 20  | Axel Pons            | Pons 40 HP Tuenti            | Kalex    | +54.632   | 0      |
| 21  | Marcel Schrotter     | Desguaces La Torre SAG       | Bimota   | +56.401   | 0      |
| 22  | Scott Redding        | Marc VDS Racing Team         | Kalex    | +56.974   | 0      |
| 23  | Alessandro Andreozzi | S/Master Speed Up            | Speed Up | +59.679   | 0      |
| 24  | Ratthapark Wilairot  | Thai Honda PTT Gresini Moto2 | Suter    | +1'16.201 | 0      |
| 25  | Mattia Pasini        | NGM Mobile Forward Racing    | FTR      | +1'16.352 | 0      |
| 26  | Roman Ramos          | SAG Team                     | FTR      | +1'18.354 | 0      |
| 27  | Xavier Simeon        | Tech 3 Racing                | Tech 3   | +1'26.234 | 0      |
| 28  | Mike Di Meglio       | Kiefer Racing                | Kalex    | +1'29.530 | 0      |
| 29  | Eric Granado         | JIR Moto2                    | Motobi   | 1 volta   | 0      |
| 30  | Rafid Topan Sucipto  | QMMF Racing Team             | Speed Up | 2 voltas  | 0      |

### Classificação Moto3
| Pos | Piloto                 | Equipe                         | Moto        | Tempo     | Pontos |
| --- | ---------------------- | ------------------------------ | ----------- | --------- | ------ |
| 1   | Danny Kent             | Red Bull KTM Ajo               | KTM         | 45'05.891 | 25     |
| 2   | Sandro Cortese         | Red Bull KTM Ajo               | KTM         | +0.056    | 20     |
| 3   | Zulfahmi Khairuddin    | AirAsia-Sic-Ajo                | KTM         | +0.114    | 16     |
| 4   | Brad Binder            | RW Racing GP                   | Kalex KTM   | +0.431    | 13     |
| 5   | Hector Faubel          | Andalucia JHK t-shirt Laglisse | FTR Honda   | +4.371    | 11     |
| 6   | Louis Rossi            | Racing Team Germany            | FTR Honda   | +7.605    | 10     |
| 7   | Jakub Kornfeil         | Redox-Ongetta-Centro Seta      | FTR Honda   | +14.931   | 9      |
| 8   | Maverick Viñales       | Blusens Avintia                | FTR Honda   | +18.495   | 8      |
| 9   | Niklas Ajo             | TT Motion Events Racing        | KTM         | +23.180   | 7      |
| 10  | Luis Salom             | RW Racing GP                   | Kalex KTM   | +23.245   | 6      |
| 11  | Philipp Oettl          | HP Moto Kalex                  | Kalex KTM   | +27.532   | 5      |
| 12  | Juan Francisco Guevara | Wild Wolf BST                  | FTR Honda   | +30.331   | 4      |
| 13  | Niccolò Antonelli      | San Carlo Gresini Moto3        | FTR Honda   | +31.255   | 3      |
| 14  | Alessandro Tonucci     | Team Italia FMI                | FTR Honda   | +34.660   | 2      |
| 15  | Josep Rodriguez        | Moto FGR                       | FGR Honda   | +50.522   | 1      |
| 16  | Alex Rins              | Estrella Galicia 0,0           | Suter Honda | +50.554   | 0      |
| 17  | Giulian Pedone         | Ambrogio Next Racing           | Suter Honda | +51.725   | 0      |
| 18  | Romano Fenati          | Team Italia FMI                | FTR Honda   | +51.826   | 0      |
| 19  | Arthur Sissis          | Red Bull KTM Ajo               | KTM         | +52.970   | 0      |
| 20  | Isaac Viñales          | Ongetta-Centro Seta            | FTR Honda   | +57.930   | 0      |
| 21  | Alan Techer            | Technomag-CIP-TSR              | TSR Honda   | +1'00.758 | 0      |
| 22  | Luca Amato             | Mapfre Aspar Team Moto3        | Kalex KTM   | +1'47.794 | 0      |
| 23  | Kenta Fujii            | Technomag-CIP-TSR              | TSR Honda   | +1'47.977 | 0      |
| 24  | Armando Pontone        | IodaRacing Project             | Ioda        | 1 volta   | 0      |